# Blue Demon (serie de televisión)
Blue Demon es una serie de televisión biográfica mexicana producido por Sony Pictures Television y Teleset para Televisa, basado en la vida del actor y luchador profesional mexicano Blue Demon. La producción de la serie inició grabaciones el 7 de abril de 2016. La serie fue lanzada en Blim TV entre el 11 de noviembre de 2016 y el 14 de abril de 2017, con 65 episodios divididos en tres temporadas.
Está protagonizada por Tenoch Huerta y Ana Brenda Contreras, junto con un reparto coral.

## Premisa
Trata la historia de Blue Demon, de su origen, su vida y su leyenda. Pero también la de Alejandro Muñóz (Tenoch Huerta), el hombre fuerte y perseverante que tuvo que recorrer un camino lleno de obstáculos para la lucha de su vida, de su inmenso amor por Goyita (Ana Brenda Contreras), la mujer de su vida, y cómo, tras coronarse campeona, a Al tocar el cielo por un momento, descubre que aún le queda un desafío mayor: recuperar al hombre bajo la máscara.

## Reparto

### Principales
- Ténoch Huerta como Alejandro Muñoz «Blue Demon»
- Ana Brenda Contreras como Gregoria Vera «Goyita»
- Joaquín Cosío como Ignacio Vera[6]
- Ianis Guerrero como Carlos Cruz
- Andrés Almeida como Guillén
- Silverio Palacios como Tío Crescencio
- Arturo Carmona como Ala Dorada
- Tomás Goros como Efraín Larrañaga
- Alejandro de Marino como Franklin Fernández
- José Sefami
- Gloria Stálina como Fina
- Ana Layevska como Silvia Garza[7]
- Juan Pablo Medina como el Doctor Buelna
- Diana Lein como Rosario Castro[8]
- Felipe Nájera como Madariaga

### Recurrentes
- José Carlos Femat como Paco tormenta
- Arnulfo Reyes Sánchez como Sergio «Checo» López
- César René Vigné como Calavera
- Harding Jr. como Macumbo
- Iñaki Godoy como el hermano de blue demon
- Ignacio Tahhan como Daniel Porier

## Episodios
| Temporada | Temporada | Episodios | Episodios | Lanzamiento original    | Lanzamiento original    |
| --------- | --------- | --------- | --------- | ----------------------- | ----------------------- |
|           | 1         | 20        | 20        | 11 de noviembre de 2016 | 11 de noviembre de 2016 |
|           | 2         | 20        | 20        | 24 de febrero de 2017   | 24 de febrero de 2017   |
|           | 3         | 25        | 25        | 14 de abril de 2017     | 14 de abril de 2017     |

### Primera temporada (2016)
| N.º en serie | N.º en temp. | Título                          | Fecha de lanzamiento original |
| ------------ | ------------ | ------------------------------- | ----------------------------- |
| 1            | 1            | «Entre el dolor y el amor»      | 11 de noviembre de 2016       |
| 2            | 2            | «Trabajo vs deuda»              | 11 de noviembre de 2016       |
| 3            | 3            | «Métodos inusuales»             | 11 de noviembre de 2016       |
| 4            | 4            | «Subiendo de nivel»             | 11 de noviembre de 2016       |
| 5            | 5            | «Las deudas nunca se acaban»    | 11 de noviembre de 2016       |
| 6            | 6            | «¿Quién es el responsable?»     | 11 de noviembre de 2016       |
| 7            | 7            | «Coraje»                        | 11 de noviembre de 2016       |
| 8            | 8            | «Nace un demonio azul»          | 11 de noviembre de 2016       |
| 9            | 9            | «Finiquitando favores»          | 11 de noviembre de 2016       |
| 10           | 10           | «Algo turbio se esconde»        | 11 de noviembre de 2016       |
| 11           | 11           | «Trabajo en equipo»             | 11 de noviembre de 2016       |
| 12           | 12           | «¿Quién enfrentará al campeón?» | 11 de noviembre de 2016       |
| 13           | 13           | «Momento de decisiones»         | 11 de noviembre de 2016       |
| 14           | 14           | «¡Vaya sorpresa!»               | 11 de noviembre de 2016       |
| 15           | 15           | «Siguiendo pistas»              | 11 de noviembre de 2016       |
| 16           | 16           | «De incógnito»                  | 11 de noviembre de 2016       |
| 17           | 17           | «Sin descanso»                  | 11 de noviembre de 2016       |
| 18           | 18           | «Malas noticias»                | 11 de noviembre de 2016       |
| 19           | 19           | «Visita inesperada»             | 11 de noviembre de 2016       |
| 20           | 20           | «Con las alas al vuelo»         | 11 de noviembre de 2016       |

### Segunda temporada (2017)
| N.º en serie | N.º en temp. | Título                         | Fecha de lanzamiento original |
| ------------ | ------------ | ------------------------------ | ----------------------------- |
| 21           | 1            | «Un solo objetivo»             | 24 de febrero de 2017         |
| 22           | 2            | «Una manita»                   | 24 de febrero de 2017         |
| 23           | 3            | «Nueva organización»           | 24 de febrero de 2017         |
| 24           | 4            | «¡Basta!»                      | 24 de febrero de 2017         |
| 25           | 5            | «Carlos en problemas»          | 24 de febrero de 2017         |
| 26           | 6            | «Júbilo y desgracias»          | 24 de febrero de 2017         |
| 27           | 7            | «Ayudando a los jóvenes»       | 24 de febrero de 2017         |
| 28           | 8            | «¿Quiénes son los mejores?»    | 24 de febrero de 2017         |
| 29           | 9            | «La propuesta»                 | 24 de febrero de 2017         |
| 30           | 10           | «La boda»                      | 24 de febrero de 2017         |
| 31           | 11           | «Una nueva etapa»              | 24 de febrero de 2017         |
| 32           | 12           | «El regreso de Black Wind»     | 24 de febrero de 2017         |
| 33           | 13           | «El reto»                      | 24 de febrero de 2017         |
| 34           | 14           | «Un punto débil»               | 24 de febrero de 2017         |
| 35           | 15           | «Un nuevo campeón»             | 24 de febrero de 2017         |
| 36           | 16           | «No todo es alegría»           | 24 de febrero de 2017         |
| 37           | 17           | «Inmensa tristeza»             | 24 de febrero de 2017         |
| 38           | 18           | «Sólo hay uno»                 | 24 de febrero de 2017         |
| 39           | 19           | «No todo lo que brilla es oro» | 24 de febrero de 2017         |
| 40           | 20           | «Devuélvanle el nombre»        | 24 de febrero de 2017         |

### Tercera temporada (2017)
| N.º en serie | N.º en temp. | Título                       | Fecha de lanzamiento original |
| ------------ | ------------ | ---------------------------- | ----------------------------- |
| 41           | 1            | «Una nueva propuesta»        | 14 de abril de 2017           |
| 42           | 2            | «Otra disputa»               | 14 de abril de 2017           |
| 43           | 3            | «Lesión vs. secuestro»       | 14 de abril de 2017           |
| 44           | 4            | «Un adiós momentáneo»        | 14 de abril de 2017           |
| 45           | 5            | «Polémica pelea»             | 14 de abril de 2017           |
| 46           | 6            | «Una maravillosa motivación» | 14 de abril de 2017           |
| 47           | 7            | «Un turbio pasado»           | 14 de abril de 2017           |
| 48           | 8            | «Mentira tras mentira»       | 14 de abril de 2017           |
| 49           | 9            | «Una confesión inesperada»   | 14 de abril de 2017           |
| 50           | 10           | «Deslumbrado»                | 14 de abril de 2017           |
| 51           | 11           | «Desconfianza»               | 14 de abril de 2017           |
| 52           | 12           | «Reanudar la venganza»       | 14 de abril de 2017           |
| 53           | 13           | «Sin dejar rastro»           | 14 de abril de 2017           |
| 54           | 14           | «Dos corazones rotos»        | 14 de abril de 2017           |
| 55           | 15           | «Siguiendo pistas»           | 14 de abril de 2017           |
| 56           | 16           | «Una nueva amenaza»          | 14 de abril de 2017           |
| 57           | 17           | «Mantener el título»         | 14 de abril de 2017           |
| 58           | 18           | «De regreso al ring»         | 14 de abril de 2017           |
| 59           | 19           | «Buenas y malas noticias»    | 14 de abril de 2017           |
| 60           | 20           | «Mano negra»                 | 14 de abril de 2017           |
| 61           | 21           | «Cerrando círculos»          | 14 de abril de 2017           |
| 62           | 22           | «Blue Demon vs. Black Wind»  | 14 de abril de 2017           |
| 63           | 23           | «Nueva información»          | 14 de abril de 2017           |
| 64           | 24           | «El engaño»                  | 14 de abril de 2017           |
| 65           | 25           | «Corazón de héroe»           | 14 de abril de 2017           |

## Premios y nominaciones

### Premios TVyNovelas 2017
| Categoría                         | Nominados            | Resultados |
| --------------------------------- | -------------------- | ---------- |
| Mejor serie                       | Daniel Ucros         | Nominados  |
| Mejor actriz protagónica de serie | Ana Brenda Contreras | Ganadora   |
| Mejor actor protagónico de serie  | Tenoch Huerta        | Nominados  |